# Juan Sebastián Calero
Juan Sebastián Calero Hernández (Bogotá, 2 de enero de 1982) es un actor colombiano, reconocido por su papeles de "Richard" en la serie Pandillas, Guerra y Paz emitida entre 1999 y el 2004 y que estrenó en el año 2009 su segunda temporada, su interpretación de "Navegante", en la serie de Netflix Narcos y Narcos: México, y de Gonzalo Rodríguez Gacha en la serie Alias el Mexicano.

## Biografía
Juan Sebastián Calero nació el 2 de enero de 1982 en Bogotá y es hijo de los actores Gerardo Calero y Vicky Hernández.

## Filmografía

### Televisión
| Año       | Título                                 | Personaje                      |
| --------- | -------------------------------------- | ------------------------------ |
| 1993-1994 | Señora Isabel                          | Miguelito                      |
| 1993-1997 | De pies a cabeza                       | Andres                         |
| 1995-1997 | Hombres de honor                       | Francisco Rivera Jr.           |
| 1999-2004 | Pandillas, Guerra y Paz                | Ricardo Castro «El Richard»    |
| 2001      | Unidad Investigativa                   | Obsesión como Edberto          |
| 2002      | Como el gato y el ratón                | Amigo de Edson                 |
| 2002      | Historias de hombres sólo para mujeres | El otro hijo de mi Padre       |
| 2003-2004 | La jaula                               | Jorge                          |
| 2003-2004 | El auténtico Rodrigo leal              | Omar                           |
| 2005      | El pasado no perdona                   | Fernando                       |
| 2007      | Tiempo final                           | Gonzalo Ep: Los viejos         |
| 2008      | Regreso a la guaca                     | —                              |
| 2009      | El capo                                | Fiscal Armando Grisales        |
| 2009-2010 | Pandillas, Guerra y Paz II             | Ricardo Castro 'Richard'       |
| 2010      | Amor sincero                           | Alexander Restrepo Caicedo     |
| 2012      | Escobar, el patrón del mal             | Gonzalo Gaviria Rivero (joven) |
| 2013      | La promesa                             | Hamilton Pérez                 |
| 2013-2014 | Alias el Mexicano                      | Gonzalo Rodríguez Gacha        |
| 2014      | El chivo                               | Johnny Abbes                   |
| 2015      | Diomedes, el Cacique de La Junta       | Gonzalo Rodríguez Gacha        |
| 2015-2016 | Narcos                                 | Navegante                      |
| 2016-2017 | Sin senos sí hay paraíso               | Octavio Rangel                 |
| 2016-2017 | La ley del corazón                     | Paul Ricaurte                  |
| 2017      | Infieles                               | Agusto (Ep: El potro)          |
| 2018      | Sitiados                               | Medina                         |
| 2018      | El man del porno                       | Steven                         |
| 2018-2019 | Distrito salvaje                       | Aníbal                         |
| 2018-2019 | María Magdalena                        | Judas Iscariote                |
| 2019      | El Barón                               | Jorge Ochoa                    |
| 2019      | Relatos Retorcidos: La Viuda           | Ignacio Rodríguez              |
| 2020      | Narcos: México                         | Navegante                      |
| 2020      | El robo del siglo                      | Vicente Morales 'El Sardino'   |
| 2021      | Emma Reyes: La huella de la infancia   | Roberto                        |
| 2022      | Arelys Henao: canto para no llorar     | Alonso Henao                   |

## Cine
| Año  | Título                   | Personaje        |
| ---- | ------------------------ | ---------------- |
| 2010 | Sin tetas no hay paraíso | Albeiro Manríque |

## Premios y nominaciones

### Premios TVyNovelas
| Año  | Categoría                        | Producción              | Resultado |
| ---- | -------------------------------- | ----------------------- | --------- |
| 2004 | Mejor actor protagónico de serie | Pandillas, guerra y paz | Ganador   |
| 2014 | Mejor actor protagónico de serie | Alias el Mexicano       | Nominado  |

### Premios India Catalina
| Año  | Categoría                                               | Producción                           | Resultado |
| ---- | ------------------------------------------------------- | ------------------------------------ | --------- |
| 2010 | Mejor actor protagónico de serie o miniserie            | Pandillas, guerra y paz II           | Nominado  |
| 2014 | Mejor actor protagónico de serie o miniserie            | Alias el Mexicano                    | Nominado  |
| 2021 | Mejor actor de reparto de telenovela, serie o miniserie | El robo del siglo                    | Nominado  |
| 2022 | Mejor actor antagónico de telenovela, serie o miniserie | Emma Reyes, la huella de la infancia | Pendiente |